# 3-Éthyl-4-méthylheptane
Le 3-éthyl-4-méthylheptane est un alcane ramifié de formule C10H22. C'est l'un des 75 isomères du décane.
Cette molécule comporte un atome de carbone asymétrique (le carbone portant le groupe méthyle). Elle se présente donc sous la forme de deux énantiomères :
- (R)-3-éthyl-4-méthylheptane
- (S)-3-éthyl-4-méthylheptane